# Барро (Агеда)
Барро́ (порт. Barrô; МФА: [ba.ˈʁo]) — парафія в Португалії, у муніципалітеті Агеда. Розташована в західній частині країни, на теренах історичної португальської провінції Бейра. Входить до складу округу Авейру. За адміністративним поділом, чинним до 1976 року, терени парафії були складовою провінції Берегова Бейра. Належить до Авейрівської діоцезії Католицької церкви. Патрон — святий Андрій. Площа — 6,5168 км². Населення — 1836 ос. (2011). Середньо урбанізований регіон. Густота населення — 281,73 осіб/км²
. Код — 010105.

## Географія

Агеда (2013)
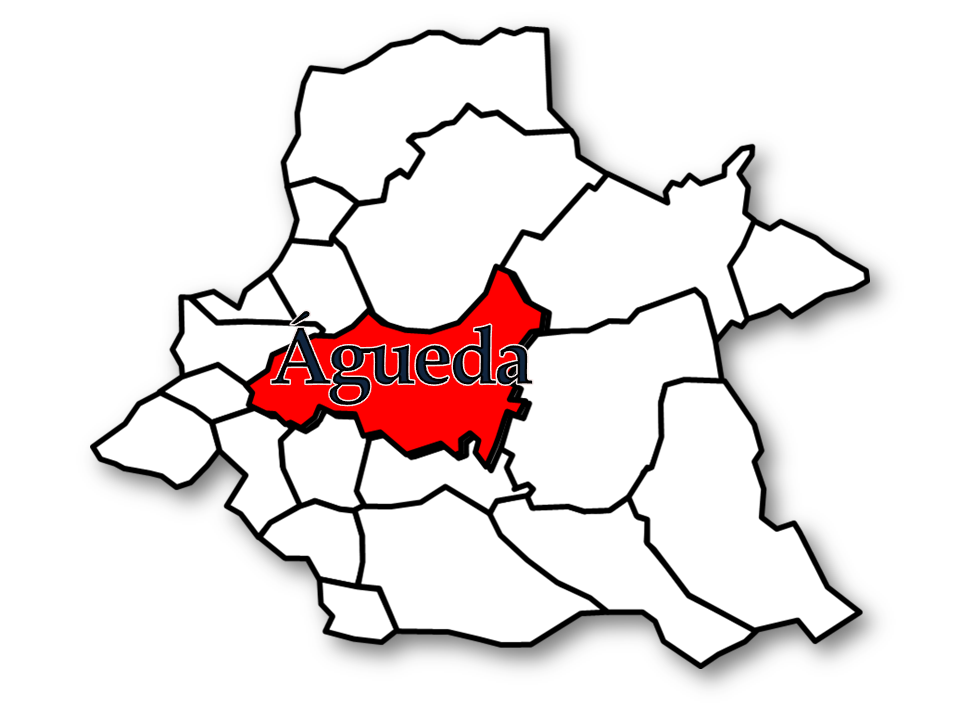
Агеда
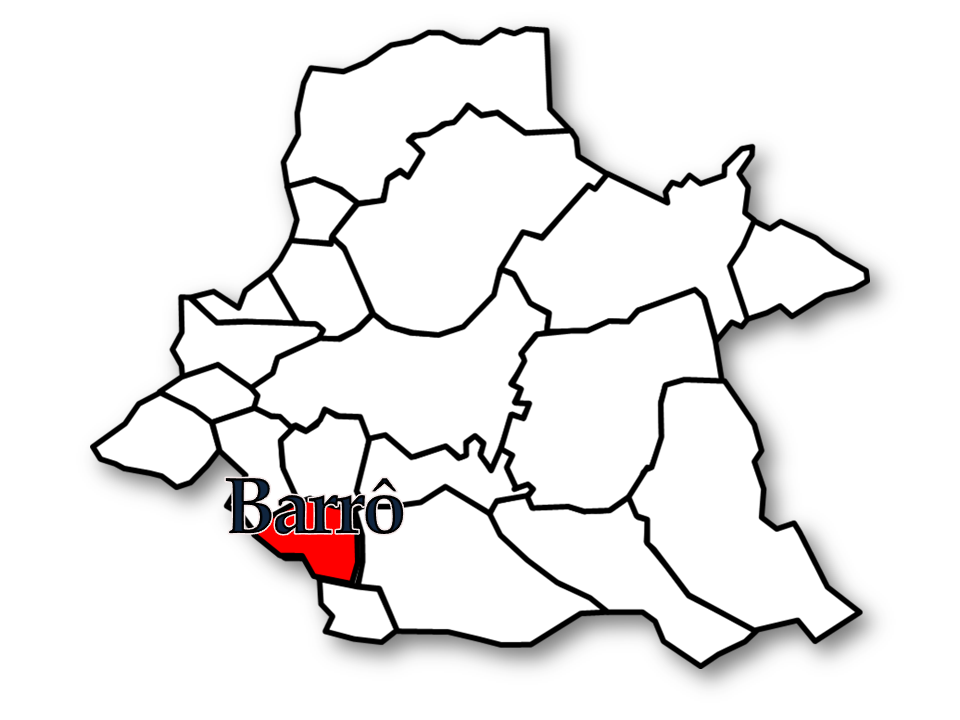
Барро

## Населення
| Кількість мешканців | Кількість мешканців | Кількість мешканців | Кількість мешканців | Кількість мешканців | Кількість мешканців | Кількість мешканців | Кількість мешканців | Кількість мешканців | Кількість мешканців | Кількість мешканців | Кількість мешканців | Кількість мешканців | Кількість мешканців | Кількість мешканців |
| ------------------- | ------------------- | ------------------- | ------------------- | ------------------- | ------------------- | ------------------- | ------------------- | ------------------- | ------------------- | ------------------- | ------------------- | ------------------- | ------------------- | ------------------- |
| 1864                | 1878                | 1890                | 1900                | 1911                | 1920                | 1930                | 1940                | 1950                | 1960                | 1970                | 1981                | 1991                | 2001                | 2011                |
| 533                 | 509                 | 596                 | 604                 | 732                 | 789                 | 892                 | 913                 | 1.122               | 1.262               | 1.447               | 1.700               | 1.715               | 2.040               | 1.836               |